# 椭圆马铃苣苔
椭圆马铃苣苔（学名：Oreocharis elliptica）为苦苣苔科马铃苣苔属下的一个种。

## 扩展阅读
- 維基物種上的相關：椭圆马铃苣苔